# وليم برترام توريل
وليم برترام توريل (14 يونيو 1890 - 15 ديسمبر 1961) كان عالم نباتات إنجليزيًا.

التصنيف الرياضي لـويليام بيترام لأشكال الأوراق

## تعليم
وُلِد في وودستوك بأوكسفوردشاير لوالديه وليم بانبري وتيرزا ماري (ني هومان) توريل وتلقى تعليمه في مدرسة وودستوك الوطنية.
خدم مع الفيلق الطبي للجيش الملكي للجيش البريطاني خلال الحرب العالمية الأولى وخاصة على الجبهة المقدونية.

## المسار المهني
عمل توريل في الحدائق النباتية الملكية في كيو وكان مسؤولاً عن العديد من الابتكارات بما في ذلك التصنيف الرياضي لأشكال الأوراق.

## الجوائز والتكريم
حصل توريل على وسام الإمبراطورية البريطانية عام 1955 والميدالية الذهبية لجمعية لينيان عام 1958. انتخب زميلاً في الجمعية الملكية في مارس 1958 كشخص.
| « | تميّز بعمله في تصنيف النباتات، ولا سيما لنهجه التجريبي والوراثي للمشاكل بين الأنواع النباتية البريطانية ولمعرفته الاستثنائية بنباتات الشرق الأدنى. | » |

يشار إلى عالم النبات هذا من خلال اختصار المؤلف توريل عند الاستشهاد باسم نباتي.

## الحياة الشخصية
تزوج فلورنسا هومان عام 1918.

## الأسماء التصنيفية
سميت الأنواع النباتية Veronica turrilliana و Symplocos turrilliana و Cryptocarya turrilliana و Astragalus turrillii و Cyperus turrillii باسمه.

## وصلات خارجية
- Works by or about William Bertram Turrill at Internet Archive